# Deuxième circonscription de la préfecture de Gunma
La deuxième circonscription de la préfecture de Gunma (群馬県第2区, Gunma-ken dai-ni-ku) est l'une des cinq circonscriptions législatives que compte la préfecture de Gunma au Japon.

## Description géographique
Entre 1994 et 2013, la deuxième circonscription de la préfecture de Gunma regroupait les villes de Kiryū et Isesaki, les districts de Sawa et Yamada (ja) et une partie du district de Nitta (ja) correspondant aux bourgs de Yabuzukahon (ja) et Kasakake (ja).
Entre 2013 et 2022, elle réunissait la ville d'Isesaki, une partie des villes de Kiryū, Ōta et Midori et le district de Sawa.
Depuis 2022, elle comprend les villes de Kiryū, Isesaki et Midori et le district de Sawa,.

## Députés
| Législature | Début de mandat | Fin de mandat | Député élu            | Parti politique | Parti politique |
| ----------- | --------------- | ------------- | --------------------- | --------------- | --------------- |
| 41e         | 1996            | 2000          | Takashi Sasagawa (ja) |                 | Shinshintō      |
| 42e         | 2000            | 2003          | Takashi Sasagawa (ja) |                 | PLD             |
| 43e         | 2003            | 2005          | Takashi Sasagawa (ja) |                 | PLD             |
| 44e         | 2005            | 2009          | Takashi Sasagawa (ja) |                 | PLD             |
| 45e         | 2009            | 2012          | Takashi Ishizeki (ja) |                 | PDJ             |
| 46e         | 2012            | 2014          | Toshirō Ino (ja)      |                 | PLD             |
| 47e         | 2014            | 2017          | Toshirō Ino (ja)      |                 | PLD             |
| 48e         | 2017            | 2021          | Toshirō Ino (ja)      |                 | PLD             |
| 49e         | 2021            | 2024          | Toshirō Ino (ja)      |                 | PLD             |
| 50e         | 2024            | -             | Toshirō Ino (ja)      |                 | PLD             |